# Joseph Pressmane
Joseph Pressmane (né Jozef Presman le 22 juillet 1904 à Berestetchko en Ukraine et mort le 6 novembre 1967 à Paris 12e) est un artiste peintre et graveur franco-ukrainien appartenant à l'École de Paris.

## Biographie
Joseph Pressmane étudie à l'école des Beaux-Arts de Lviv et de Varsovie avant de s'embarquer en 1925 pour un grand voyage en Palestine. Une exposition personnelle lui est consacrée à Jérusalem en 1925.
En 1927, il arrive à Paris où il voulait voir « des Cézanne ». « C'était bien plus pour regarder les œuvres des autres que pour exposer moi-même » confirmera-t-il. Naturalisé français, il travaille à l'Académie Ranson avec Roger Bissière et s’imprègne des maîtres français qu'il va voir tous les dimanches au Louvre. En 1932, il rencontre Léopold Zborowski qui lui achète plusieurs toiles. La décennie 1930 lui est cependant un temps de grande précarité qui le contraint à un emploi de peintre en bâtiment.
Pendant toute la Seconde Guerre mondiale, traqué par les Allemands, Joseph Pressmane reste caché dans les caves, les placards et les W.C. du boulevard de Port-Royal, trompant la souffrance physique et morale en dessinant et en lisant Platon. Il reprend la peinture à la Libération, installé au 13 square de Port-Royal, participant à des expositions jusqu'au début des années 1960. A côté de ses paysages, de ses natures mortes, de ses figures et de ses portraits, on lui connaît également des toiles représentant des scènes du folklore juif, par quoi, « préservant son identité de juif slave, il s'apparente à Chagall et à Mané-Katz », et quelques lithographies, ces dernières éditées dans le cadre de ses participations au Salon des peintres témoins de leur temps.

## Expositions
- Salon des indépendants, Paris, 1929.
- Bimillénaire de Paris - Comité Montparnasse - Exposition de peintres et sculpteurs de l'École de Paris, La Coupole, Paris, juin-juillet 1951[7].
- Salon des peintres témoins de leur temps, thème : Réhabilitation du portrait - Toile présentée : Portrait de Charlie Chaplin[10], Musée Galliera, Paris, 1956.
- Salon des peintres témoins de leur temps, thème : Le sport - Toile présentée : La boxe[3] Musée Galliera, Paris, 1957.
- Galerie Marigny, Paris, novembre 1958[11].
- Galerie Vidal, Paris, janvier 1959.
- Le pétrole vu par cent peintres, musée Galliera, 1959, toile présentée : Le Pompiste.[12]
- Galerie Saint-Placide, Paris, Mars 1960[13].
- Salon des peintres témoins de leur temps, thème : Richesses de la France - Toile présentée : Retraite aux flambeaux[14] Musée Galliera, Paris, 1961
- Salon Grands et jeunes d'aujourd'hui, hôtel Martinez, Cannes, août-septembre 1961.
- Salon des peintres témoins de leur temps, thème : Routes et chemins - Toile présentée : Vue d'une église[15]) Musée Galliera, Paris, 1962.
- Troisième salon d'art contemporain de Villejuif, mars 1963.
- Salon des peintres témoins de leur temps, thème : L'Évènement, musée Galliera, Paris, 1963.
- États généraux du désarmement - Trois cents peintres et sculpteurs exposent, Cercle Volney, Paris, mai 1963.
- Union des femmes françaises - Peintures, sculptures, maîtres d'hier et d'aujourd'hui - L'amour maternel et la paix, Galerie Epona, Paris, mai 1963.
- La jeunesse et l'art d'aujourd'hui - Deuxième salon d'art contemporain de la fédération de Paris de l'Union des jeunes filles de France, Palais d'Orsay, Paris, octobre 1963.
- Salon du dessin et de la peinture à l'eau, Musée d'art moderne de la ville de Paris, juin-juillet 1961, octobre 1962, mai-juin 1963, octobre-novembre 1964, juin 1965.
- Salon des peintres témoins de leur temps, thème : Les Français, musée Galliera, Paris, 1966.
- Collection George et Adèle Besson, Musée des beaux-arts et d'archéologie de Besançon, juillet-octobre 1965.
- Salon Comparaisons, Paris, avril 1968[16].
- Le ciel, la pierre et l'eau - Joseph Pressmane, Pierre Garcia-Fons, René Genis, Michel Rodde, Galerie Marigny, Paris, novembre 1968.
- Salon des Tuileries, Paris, date non précisée.
- Des arbres et des peintres, galerie Saphir du Marais, Paris, 2003.

## Collections publiques

### France
- Préfecture du Cantal, Aurillac, Nature morte au vase de fleurs, huile sur toile 55x46cm, vers 1945 (dépôt du Centre national des arts plastiques)[17].
- Musée Albert-André, Bagnols-sur-Cèze[18].
- Musée des Beaux-Arts et d'Archéologie de Besançon, lettre à Adèle et George Besson enrichie d'un dessin à la plume "Paysage de montagne" (fonds George Besson).
- Château de Blois, Nature morte à la théière, huile sur toile 55x46cm, vers 1952 (dépôt du Centre national des arts plastiques)[19].
- Musée d'art et d'histoire du judaïsme, hôtel de Saint-Aignan, Paris :
  - Portrait d'Aurélie, eau-forte ;
  - Autoportrait, eau-forte.
- Musée d'art moderne de la ville de Paris, Talloires, lithographie 66x45,3cm, vers 1967[20].
- Musée national d'art moderne, Paris[21] :
  - La Paix, huile sur toile 97,5x65cm, 1946 ;
  - Paysage à Enghien, huile sur toile 46x55cm, 1952 ;
  - Le bouquet de roses jaunes, huile sur toile 33x22cm, 1961.
- Musée Sainte-Croix, Poitiers, Le printemps à Stains, huile sur toile 46x55cm, 1952 (dépôt du Centre national des arts plastiques)[22].
- Fonds national d'art contemporain, Puteaux, La Guerre, huile sur toile 60x73cm, 1939-1940[23].
- Musée de l'Abbaye, Saint-Claude (Jura), Forêt à Villiers-le-Bel (huile sur toile, 1961), Meudon (huile sur carton, 1962), donations Guy Bardone et René Genis[24].

### Italie
- Patrimoine de la ville de Sestri Levante.

### Suisse
- Musée d'art de Pully[25].

## Collections privées
- Léopold Zborowski.
- Alix de Rothschild.
- Adèle et George Besson.
- Henri Adam-Braun[26].

## Illustrations
Routes et chemins avec Jean Giono et cinquante-six peintres témoins de leur temps (préface de Jean Giono), 56 illustrations par 56 artistes dont Joseph Pressmane, tirage de 2.000 exemplaires, Éditions des Peintres témoins de leur temps/Presses artistiques de France, 1961.

## Réception critique
- « Il fit d'abord de la musique et de la poésie et cela se sent dans sa peinture, traitée par modulations. Même quand il traite un paysage de Savoie ou d'Île-de-France, on y retrouve ce goût de l'humain qui chez lui toujours domine, le sujet passant tout à fait au second plan. » - René Barotte[3]
- « Qui, mieux que ce souriant et pudique sorcier, sait rendre aguichante la peinture ? Qui sait exprimer la réalité intime des choses par des équivalents aussi loyalement, aussi strictement picturaux ? L'emprise exercée par Pressmane n'est due qu'aux moyens en apparence les plus simples et pourtant les moins en usage, ignorés ou méprisés depuis 1960 : justesse de vision, ingéniosité dans la mise en page, élégance et vivacité du trait, parfaite convenance des valeurs, raffinement de la palette, sincérité. Bien voir, aimer (la réalité), faire aimer... Autant de privilèges qui appartiennent en propre à Joseph Pressmane, guide à suivre, guide peu suivi. » - George Besson[14]
- « Ce réalisme intimiste séduit par l'ingéniosité de la mise en page, la vivacité du trait, les raffinements extrêmes d'une palette large aux couleurs tendres. » - Gérald Schurr[27]
- « Son art, non sans un accent de tristesse porté par ses grisailles qu'excitent quelques accents colorés dus aux tuiles des toitures ou aux costumes des passants, procède encore beaucoup de l'imagerie narrative, ce qui l'a parfois fait rapprocher artificiellement d'Utrillo, duquel sa propre maîtrise technique le distingue. » - Dictionnaire Bénézit[9]

## Prix et distinctions
- Prix de la Critique, 1951.
- Prix Bührle, 1952.
- Prix de la ville de Sestri Levante, 1952.